# Vila Progredior
A Vila Progredior é um bairro localizado no distrito do Morumbi, zona oeste da cidade de São Paulo, Brasil. Predominantemente residencial, destaca-se pela posição estratégica entre áreas de negócios, polos acadêmicos e eixos de mobilidade.

### Localização
O bairro faz divisa com Jardim Guedala, Cidade Jardim, Butantã e Real Parque, ficando a poucos minutos da Avenida Faria Lima, um dos principais centros financeiros da capital, e da Cidade Universitária da USP.

### Infraestrutura e serviços
A Vila Progredior conta com uma ampla oferta de serviços, como supermercados, farmácias, escolas de ensino básico, hospitais de referência (como o Leforte Morumbi e próximo do Hospital Israelita Albert Einstein), academias e comércio de bairro ativo.  No entorno, encontram-se ainda o Butantã Shopping, local gastronômico relevante, e áreas verdes como a Praça Vinícius de Moraes, espaço tradicional utilizado por moradores para atividades físicas, passeios ao ar livre e eventos culturais.
Além dos espaços já existentes, a região será beneficiada pela criação do Parque Linear do Caxingui, previsto no Plano Diretor Estratégico do município. O parque ocupará uma área de mais de 22 mil m² ao longo do Córrego Caxingui, com o objetivo de promover a recuperação ambiental, ampliar as áreas verdes públicas e oferecer novas opções de lazer e convivência. Ele integrará um corredor ecológico na sub-bacia do Rio Pinheiros, conectando bairros como o Morumbi e o Butantã.
Outro ponto de destaque é a proximidade com o Estádio do Morumbis (Estádio Cícero Pompeu de Toledo), um dos mais importantes do país, sede de grandes eventos esportivos, shows e espetáculos internacionais, o que amplia ainda mais o dinamismo e a atratividade da região.
Essa combinação de infraestrutura urbana, áreas verdes consolidadas, novos projetos ambientais e equipamentos culturais reforça o perfil valorizado e multifuncional da Vila Progredior.

### Mobilidade
Os deslocamentos se apoiam hoje na estação São Paulo-Morumbi da Linha 4-Amarela e em diversas linhas de ônibus que atendem a região. A Avenida Professor Francisco Morato, que corta o bairro, ainda possui o Corredor Campo Limpo–Rebouças–Centro, um corredor exclusivo de ônibus com cerca de 17,2 km de extensão, que abrange parte significativa da via. Essa avenida conecta diretamente à Marginal Pinheiros por meio da Ponte Eusébio Matoso, reforçando a integração do bairro com importantes eixos viários da cidade.
O monotrilho Linha 17-Ouro ainda não chegou ao bairro: a ampliação que ligará o traçado existente (Morumbi–Congonhas) à estação São Paulo-Morumbi – criando integração direta com a Linha 4 – está programada pelo Governo do Estado para iniciar obras a partir de 2028, dentro da chamada Fase 2 do projeto.

### Transformação urbana
Nos últimos anos, a Vila Progredior vem se transformando por meio da intensa verticalização e investimentos imobiliários. O bairro tem recebido:
- Novos empreendimentos residenciais, desde condomínios de médio e alto padrão até torres com ampla área de lazer e infraestruturas modernas.[4]
- Valorização imobiliária, com preço médio por m² inferior ao da média paulistana, atraindo famílias e investidores .
- Lançamentos que incluem infraestrutura diferenciada, áreas gourmet, fitness center, piscina e segurança reforçada, impulsionando a demanda pelo bairro.